# 2006年トリノオリンピックのオーストリア選手団
2006年トリノオリンピックのオーストリア選手団（2006ねんトリノオリンピックのオーストリアせんしゅだん）は、2006年2月10日から2月26日までイタリアのトリノで開催された2006年トリノオリンピックのオーストリア選手団、およびその競技結果を記載するものである。

## 概要
今大会は、金メダル9個、銀メダル7個、銅メダル7個の合計23個のメダルを獲得した。1大会で獲得した金メダル数はオーストリア勢として過去最多、合計メダルも過去最多となった。
スキージャンプでは、アンドレアス・ビドヘルツル＆アンドレアス・コフラー＆マルティン・コッホ＆トーマス・モルゲンシュテルンがジャンプ男子団体種目でオーストリア勢として初めてとなる金メダルを獲得した。

## メダル
| メダル | 選手名                                                                                            | 競技                   | 種目               |
| ------ | ------------------------------------------------------------------------------------------------- | ---------------------- | ------------------ |
| 金     | ミヒャエラ・ドルフマイスター                                                                      | アルペンスキー         | 女子滑降           |
| 金     | ベンヤミン・ライヒ                                                                                | アルペンスキー         | 男子大回転         |
| 金     | ベンヤミン・ライヒ                                                                                | アルペンスキー         | 男子回転           |
| 金     | ミヒャエラ・ドルフマイスター                                                                      | アルペンスキー         | 女子スーパー大回転 |
| 金     | トーマス・モルゲンシュテルン                                                                      | スキージャンプ         | 男子ラージヒル     |
| 金     | アンドレアス・ビドヘルツル アンドレアス・コフラー マルティン・コッホ トーマス・モルゲンシュテルン | スキージャンプ         | 男子団体           |
| 金     | フェリックス・ゴットワルト                                                                        | ノルディック複合       | 男子個人スプリント |
| 金     | ミヒャエル・グルーバー クリストフ・ビーラー フェリックス・ゴットワルト マリオ・シュテヒャー       | ノルディック複合       | 男子団体           |
| 金     | アンドレアス・リンガー ウォルフガング・リンガー                                                   | リュージュ             | 男子2人乗り        |
| 銀     | ミハエル・ヴァルヒホファー                                                                        | アルペンスキー         | 男子滑降           |
| 銀     | ヘルマン・マイヤー                                                                                | アルペンスキー         | 男子スーパー大回転 |
| 銀     | マルリース・シルト                                                                                | アルペンスキー         | 女子複合           |
| 銀     | ニコル・ホスプ                                                                                    | アルペンスキー         | 女子回転           |
| 銀     | ラインフリート・ヘルプスト                                                                        | アルペンスキー         | 男子回転           |
| 銀     | フェリックス・ゴットワルト                                                                        | ノルディック複合       | 男子個人           |
| 銀     | アンドレアス・コフラー                                                                            | スキージャンプ         | 男子ラージヒル     |
| 銅     | ライナー・シェーンフェルダー                                                                      | アルペンスキー         | 男子複合           |
| 銅     | ヘルマン・マイヤー                                                                                | アルペンスキー         | 男子大回転         |
| 銅     | アレクサンドラ・マイスニッツァー                                                                  | アルペンスキー         | 女子スーパー大回転 |
| 銅     | マルリース・シルト                                                                                | アルペンスキー         | 女子回転           |
| 銅     | ライナー・シェーンフェルダー                                                                      | アルペンスキー         | 男子回転           |
| 銅     | ミハイル・ボトビノフ                                                                              | クロスカントリースキー | 男子50kmフリー     |
| 銅     | シギー・グラブナー                                                                                | スノーボード           | 男子パラレル大回転 |